# Lepanthes dussii
Lepanthes dussii är en orkidéart som beskrevs av Ignatz Urban. Lepanthes dussii ingår i släktet Lepanthes och familjen orkidéer. Inga underarter finns listade i Catalogue of Life.